# 1021. grenadirski polk (Wehrmacht)
1021. grenadirski polk (izvirno nemško 1021. Grenadier-Regiment; kratica 1021. GR) je bil pehotni polk Heera v času druge svetovne vojne.

## Zgodovina
Polk je bil ustanovljen 22. novembra 1943  kot okrepljen grenadirski polk; 15. januarja 1944 so polk uporabili za ustanovitev 1049. grenadirskega polka.